# Mario Schettini
Mario Schettini (Napoli, 1918 – Milano, 1969) è stato uno scrittore e giornalista italiano.

## Biografia
Attivo come giornalista, prima a Napoli presso diverse testate di sinistra, poi, dopo il trasferimento nel 1951, a Milano dove era inviato de "l'Unità", mise a frutto la sua attività fin dall'esordio narrativo del 1953, con Il paese dei bastardi, pubblicato da Mondadori. A Milano, dove fu direttore editoriale della casa editrice di Cino Del Duca, con l'amico Nino Sansone curò la collana «La Lucerna» e continuò l'attività di narratore, cimentandosi anche con la saggistica storica. Buona parte della sua produzione fu pubblicata postuma.

## Opere principali
- Il paese dei bastardi, Milano, Mondadori, 1953
- I ragazzi di Milano, Milano, Mondadori, 1956
- Italia, nascita di una nazione: il romanzo di un secolo, Milano, Sugar, 1962 (ristampa Roma, Grandi tascabili economici Newton, 1996)
- La terra gira, Milano, Cino del Duca, 1963
- Estate 1914: dal dramma di Sarajevo alla guerra, Milano, Feltrinelli, 1966
- La prima guerra mondiale: storia, letteratura, Firenze, Sansoni, 1965
- D'Annunzio: un racconto italiano, Firenze, Sansoni, 1973
- Quelle giornate: la Resistenza a Napoli, testimonianze raccolte da Mario Schettini, Napoli, Guida, 1973
- Comunismo e società (testimonianza di una stagione), Bologna, Il mulino, 1976
- Le analogie favolose: favole e apologhi, prefazione di Geno Pampaloni, Genova, Marietti, 1987
- I napoletani, prefazione di Romano Luperini, Genova, Marietti, 1992